# Liste des gratte-ciel de l'agglomération de Détroit
Cet article concerne une liste des gratte-ciel de l'agglomération de Détroit, dans l'État du Michigan (États-Unis). Depuis la construction du Westin Book-Cadillac Detroit en 1924, 33 gratte-ciel ont été construits dans l'agglomération de Détroit notamment durant l'entre-deux-guerres ou un certain nombre de gratte-ciel de style Art déco ont été construits.
En 2021 la liste des immeubles d'une hauteur supérieure ou égale à 100 m était la suivante d'après Emporis;

## Construit
| Rang | Nom                                        | Image   | Municipalité | Hauteur | Étages | Année |
| ---- | ------------------------------------------ | ------- | ------------ | ------- | ------ | ----- |
| 1    | Detroit Marriott at the Renaissance Center |         | Détroit      | 221 m   | 70     | 1977  |
| 2    | Ally Detroit Center                        |         | Détroit      | 189 m   | 43     | 1993  |
| 3    | Penobscot Building                         |         | Detroit      | 172 m   | 47     | 1928  |
| 4    | Renaissance Center 100 Tower               |         | Détroit      | 159 m   | 39     | 1977  |
| 4    | Renaissance Center 200 Tower               | Détroit | 159 m        | 39      | 1977   |       |
| 4    | Renaissance Center 300 Tower               | Détroit | 159 m        | 39      | 1977   |       |
| 4    | Renaissance Center 400 Tower               | Détroit | 159 m        | 39      | 1977   |       |
| 8    | Guardian Building                          |         | Détroit      | 151 m   | 40     | 1929  |
| 9    | Book Tower                                 |         | Détroit      | 145 m   | 38     | 1926  |
| 10   | 150 West Jefferson                         |         | Détroit      | 139 m   | 26     | 1989  |
| 11   | Fisher Building                            |         | Détroit      | 135 m   | 30     | 1928  |
| 12   | Cadillac Tower                             |         | Détroit      | 133 m   | 40     | 1927  |
| 12   | David Stott Building                       |         | Détroit      | 133 m   | 32     | 1929  |
| 14   | One Wodward Avenue                         |         | Détroit      | 131 m   | 28     | 1963  |
| 15   | Southfield Town Center                     |         | Southfield   | 122 m   | 32     | 1975  |
| 16   | Southfield Town Center                     |         | Southfield   | 120 m   | 28     | 1989  |
| 16   | McNamara Federal Building                  |         | Detroit      | 120 m   | 27     | 1976  |
| 18   | DTE Energy Plaza                           |         | Detroit      | 114 m   | 25     | 1971  |
| 19   | Broderick Tower Lofts                      |         | Détroit      | 113 m   | 35     | 1928  |
| 19   | Southfield Town Center                     |         | Southfield   | 113 m   | 28     | 1986  |
| 21   | 211 West Fort Street                       |         | Détroit      | 112 m   | 27     | 1963  |
| 22   | Buhl Building                              |         | Détroit      | 112 m   | 29     | 1925  |
| 23   | Westin Book-Cadillac Detroit               |         | Détroit      | 106 m   | 29     | 1924  |
| 23   | National City Center                       |         | Troy         | 106 m   | 25     | 1975  |
| 23   | Greektown Casino Hotel                     |         | Détroit      | 106 m   | 30     | 2009  |
| 26   | First National Building                    |         | Détroit      | 104 m   | 26     | 1930  |
| 27   | Renaissance Center 600 Tower               |         | Détroit      | 103 m   | 21     | 1981  |
| 27   | Renaissance Center 500 Tower               | Détroit | 103 m        | 21      | 1981   |       |
| 29   | 1001 Woodward                              |         | Detroit      | 101 m   | 33     | 1985  |
| 29   | Millender Center Apartments                |         | Détroit      | 101 m   | 33     | 1985  |
| 31   | American Center                            |         | Southfield   | 101 m   | 25     | 1975  |
| 32   | AT&T Building Addition                     |         | Détroit      | 100 m   | 17     | 1974  |
| 33   | Southfield Town Center                     |         | Southfield   | 100 m   | 33     | 1983  |

## Projet
| Rang | Nom                  | Municipalité | Hauteur | Étages | Année |
| ---- | -------------------- | ------------ | ------- | ------ | ----- |
| 1    | 1246 Woodward Avenue | Detroit      | 223 m   |        | 2020  |
| 2    | Hudson's Site        | Detroit      | 207 m   |        | 2023  |

## Structures autoportantes
| Rang | Nom                             | Municipalité       | Hauteur | Année |
| ---- | ------------------------------- | ------------------ | ------- | ----- |
| 1    | Mât radio de WNIC-FM            | Detroit            | 212 m   | 1985  |
| 2    | Tour de transmission de WDET-FM | Detroit            | 173 m   | 1996  |
| 3    | Tour de transmission de WMUZ-FM | Detroit            | 152 m   | 1985  |
| 4    | Tour de transmission Motorola   | Detroit            | 143 m   | 1985  |
| 5    | Pont Ambassadeur                | Detroit et Windsor | 118 m   | 1929  |